# Argentina nos Jogos Olímpicos de Inverno da Juventude de 2012
A Argentina participou dos Jogos Olímpicos de Inverno da Juventude de 2012, realizados em Innsbruck, na Áustria. A delegação nacional contou com um total de cinco atletas, que disputaram três distintas modalidades.

## Esqui alpino
Argentina qualificou o total de 2 atletas para as competições de esqui alpino, sendo um homem e uma mulher.

### Prova masculina
| Atleta           | Evento              | Final     | Final     | Final   | Final |
| Atleta           | Evento              | Descida 1 | Descida 2 | Total   | Pos.  |
| ---------------- | ------------------- | --------- | --------- | ------- | ----- |
| Ramiro Fregonese | Slalom              |           |           |         |       |
| Ramiro Fregonese | Slalom gigante      | 1:00.48   | DNF       | DNF     | DNF   |
| Ramiro Fregonese | Super-G masculino   |           |           | 1:08.48 | 25    |
| Ramiro Fregonese | Combinado masculino | 1:06.72   | 38.89     | 1:45.61 | 16    |

### Prova feminina
| Atleta             | Evento            | Final     | Final     | Final   | Final |
| Atleta             | Evento            | Descida 1 | Descida 2 | Total   | Pos.  |
| ------------------ | ----------------- | --------- | --------- | ------- | ----- |
| Delfina Costantini | Slalom            | DNF       | DNF       | DNF     | DNF   |
| Delfina Costantini | Slalom gigante    | 1:00.96   | DNF       | DNF     | DNF   |
| Delfina Costantini | Super-G feminino  |           |           | 1:10.50 | 22    |
| Delfina Costantini | Combined feminino | 1:09.26   | 39.83     | 1:49.09 | 20    |

## Esqui cross-country
Argentina qualificou um atleta para esta competição.

### Boys
| Atleta       | Evento                   | Final   | Final |
| Atleta       | Evento                   | Tempo   | Pos.  |
| ------------ | ------------------------ | ------- | ----- |
| Alejo Hlopec | Prova clássica de 10kms. | 40:33.8 | 47    |

### Sprint
| Atleta       | Evento           | Qualificação | Qualificação | Quartas-de-final | Quartas-de-final | Semifinal   | Semifinal   | Final       | Final       |
| Atleta       | Evento           | Total        | Pos.         | Total            | Pos.             | Total       | Pos.        | Total       | Pos.        |
| ------------ | ---------------- | ------------ | ------------ | ---------------- | ---------------- | ----------- | ----------- | ----------- | ----------- |
| Alejo Hlopec | Sprint masculino | 2:09.30      | 47           | Não avançou      | Não avançou      | Não avançou | Não avançou | Não avançou | Não avançou |

## Esqui estilo livre
Argentina qualificou dois atletas para as disputas da competição de esqui estilo livre.

### Esqui Cross
Masculino
| Atleta        | Evento                | Qualificação | Qualificação | Quartas-de-final | Semifinais | Final     |
| Atleta        | Evento                | Tempo        | Pos.         | Pos.             | Pos.       | Pos.      |
| ------------- | --------------------- | ------------ | ------------ | ---------------- | ---------- | --------- |
| Thomas Rivara | Esqui cross masculino | 59.00        | 10           | Cancelado        | Cancelado  | Cancelado |

Feminino
| Atleta           | Evento               | Qualificação | Qualificação | Quartas-de-final | Semifinais | Final     |
| Atleta           | Evento               | Tempo        | Pos.         | Pos.             | Pos.       | Pos.      |
| ---------------- | -------------------- | ------------ | ------------ | ---------------- | ---------- | --------- |
| Manuela Roncallo | Esqui cross feminino | 1:01.67      | 7            | Cancelado        | Cancelado  | Cancelado |